# Рокенрол
Рокенрол (енгл. rock 'n' roll, скраћено од rock and roll), често само рок (енгл. rock), музички је правац и глобална поткултура. Рок се по први пут појавио у САД педесетих година 20. века. Настао је под утицајем џеза и, првенствено, гитарског блуза. Најпопуларнији је музички жанр света, посебно у Европи и Северној Америци. Рокенрол се некад користи као синоним за шири појам рок, али чешће рокенрол означава ране године жанра током педесетих и шездесетих 20. века, док се краћи назив рок употребљава за све. Типични рок састав се састоји од певача, гитаре, бас гитаре и бубњева. Многе рок групе користе и друге инструменте попут клавијатура, даира, усне хармонике и сл. Израз рокати (енгл. rocking) први су употребили црквени певачи на америчком југу, а значио је „осетити верско усхићење”. Међутим, 1940-их израз је имао двојако значење: плесати, подразумевајући сношај. Добар пример овога је песма Рој Брауна Good Rocking Tonight (досл. добро рокање ноћас).
Рок музика је имала огроман друштвени и културни утицај на свет. Као културни феномен, рок музика је на свет утицала као ниједна друга. Популарна је широм света и развила се у велико мноштво врло различитих стилова. Сам појам може да означава неколико различитих ствари. Понекад се употребљава као назив за низ стилова западне популарне музике, попут тешког метала, поп музике, и хип хопа, а понекад се употребљава као назив за посебан изворни покрет педесетих година. Најчешће, појам означава тај изворни покрет и разне стилове које су настали директно од њега (без хип хопа, поп музике, итд).

## Карактеристике
Звук камена је традиционално усмерен на електричној гитари, која се појавила у свом модерном облику 1950-их уз популаризацију рокенрола. Звук електричне гитаре у рок музици обично подржава електрична бас гитара, која је била пионир у џез музици истога доба, и удараљке у којима владавају бубњеви, уз које се понекад појављују и чинеле. Овај трио инструмената често се надопуњава укључивањем клавира, хемонда и синтисајзера. Група музичара која интерпретира рок музику назива се рок бенд и састоји се најчешће од два до пет чланова. Класично, рок бенд поприма облик квартета чији чланови покривају једну или више улога, укључујући и певача, гитаристу, ритам гитаристу, бас гитаристу, бубњара и често клавијатуристу или другог инструменталисту. Рок музика традиционално је изграђена на темељима једноставних четверодобних ритмова с ударцем бубња - Backbeat. Мелодије су често изведене из старијих музичких начина као Dorian mode или миксолидијски, углавном тоналитетима виолинског кључа. Инструменти свирају вишегласно, а хармоније су попуњене квартама, квинтама и дисонантним хармонијским прогресијама. Рок песме из средине 1960-их су често кориштене у Verse-chorus strukturi, која потиче из блуза и фолк музике, али дошло је до значајне разлике од овог модела. Критичари су нагласили еклектицизам и стилску разноврсност. Због своје сложене историје и склоности посуђивања музичких елемената из других музичких и културних образаца критичари су тврдили да је „немогуће везати рок музику за круто назначену музичку дефиницију“.
За разлику од многих ранијих стилова популарне музике, теме рок песама су врло широког спектра. Тако се у текстовима рок песама налазе друштво, неузвраћена љубав, секс, побуне против власти, спорт, пиће, дрога, новац, социјална питања и сл. Неке од ових тема рокери су наследили из старијег попа, џеза и блуза, а неке теме се први пут појављују у текстовима песама. Роберт Кристгау је рок музику назвао „хладним медијом“ с једноставном дикцијом и понављањем рефрена, а тврди да се примарна функција рока односи на музику, или уопштеније шум. Превласт белих мушкараца и често музичара средње класе у рок музици се често наводи и увек је „вруће питање“ у медијима. Ипак, и у року су се касније пробили и црни музичари, освајајући најчешће младу белачку публику. Најчешће певају о мафији, проблемима сиромаштва и неравноправности.

## Развој рокенрола
Рокенрол се први пут појављује као посебан стил у Америци током раних педесетих година 20. века, иако се делови рокенрола могу чути у ритам и блуз издањима из двадесетих година 20. века. Рани рокенрол је ускладио делове блуза, буги-вугија, џеза и РнБа, а такође је имао елементе фолклорне, црквене и кантри музике. Неки чак сматрају да је рокенрол утемељен на музици насеља Фајв Поинтс у Њујорку, током средине 20. века. Становници Фајв Поинтса су први спојили афричку и европску, нарочито ирску, музику.
Песме овог жанра пуштане су само на радио-станицама посвећеним РнБу, а белци су врло ретко чули ту музику на познатим радио-станицама. Године 1951, кливлендски ди-џеј Алан Фрид је почео свирати ту врсту музике за белу публику. Фрид је први изумео израз "rock and roll" да опише овај стил РнБ музике.
Рокенрол правац се, за разлику од импровизације блуза, џеза и соула, вратио класичном музичком облику, али са много тврђим и енергичнијим звуком који је врло брзо освојио цео свет. Једна од првих рокенрол песама је Чак Беријева Џони Би Гуд (енгл. Johnny B. Goode). Њега многи сматрају за родоначелника рока, али пошто тадашњој музичкој индустрији није одговарао као црнац и старији човек, у први план је избачен Елвис Пресли, који је ускоро постао прва рок звезда - краљ рокенрола (енгл. The King).
Године 1954, Елвис Пресли снима локални хит "That's All Right Mama" у Сем Филипсовом студију Сан у Мемфису. Елвис је свирао фузију рока и кантри музике, познате као рокабили. Међутим, прави успон рока је започела песма "Rock Around the Clock" састава “Bill Haley & His Comets” из следеће године.
После Елвиса, када је већ рок ритам захватио цео свет, јављају се бендови као што су Битлси, Ролингстонс и остали. У то време се јавља рок сцена и на просторима бивше Југославије. Први бендови као што су Златни прсти остварују велик успех, али све то постаје значајније тек са појавом већих бендова као што су Бијело дугме, Смак, Ју група, итд. Међутим право ширење рокенрола и његово златно доба почиње са доласком група попут Азре, Рибље чорбе, Забрањеног Пушења, ЕКВ и других.

## Рокенрол жанрови
Музички жанрови који су се развили из рока:
- Прогресивни рок
- Алтернативни рок
- Хеви метал (Heavy Metal)
- Панк рок (Punk Rock)

### Поджанрови рока
- Детроитски рок
- Гаражни рок
- Глам рок
- Гранџ рок
- Хартленд рок
- Инструментални рок
- Јужњачки рок
- Софт рок
- Пост рок
- Паб рок
- Пустињски рок
- Психоделични рок
- Симфонијски рок
- Сурф музика
- Хард рок
- Инди рок

### Фузијски жанрови
- Блуз рок
- Кантри рок
- Чело рок
- Фламенко рок
- Фолк рок
- Џез рок
- Рага рок
- Самба рок
- Староседелачки рок
- Танго-рокеро

### Гаражни рок
Гаражни рок је била сирова форма рок музике, посебно превалентна у Северној Америци средином 1960-их. Тако је названа због перцепције да је била увежбана у приградској породичној гаражи. Песме гаражног рока су се бавиле траумама средњошколског живота, при чему су песме о „девојкама које лажу“ биле посебно честе. Лирика и обрада су биле агресивније од оног што је било уобичајено у то време, често са режећим или дерућим вокалом који је утопљен у инкохерентно вриштање. Они су се кретали од грубе једноакордне музике (попут Седса) до музичара скоро студијског квалитета (укључујући Никербокерс, Римејнс и Фифт Истјет). Такође су постојале регионалне варијације у многим деловима земље са просперитетним сценама посебно у Калифорнији и Тексасу. Државе пацифичког северозапада су вероватно имале најбоље дефинисани регионални звук.
Стил је еволуирао полазећи од регионалних сцена још од 1958. „„Tall Cool One““ (1959) групе Вејлери и „Louie Louie“ (1963) групе Кингсмен . су добри примери жанра у својим формативним фазама. До 1963, синглови гаражних група су почели да досежу националне листе у већем броју, укључујући Пол Ривер енд Рејдерс (Бојси),</ref> Трашмен (Минеаполис) и Ривијерас (Саут Бенд, Индијана). Друге утицајне гаражне групе, попут Соникса (Такома), нису достигле Билборд хот 100. У том раном периоду многе групе су биле под јаким утицајем сурф рока и долазило је до размена између гаражног рока и фрат рока, на шта се понекад гледа као на само поджанр гаражног рока.
Британска инвазија 1964–66 је имала јак утицај на гаражне групе, пружајући им националну публику, стимулишући многе (често сурф или хот род групе) да адаптирају британски утицај, и охрабрујући формирање многих група. Хиљаде гаражних група је постојало у САД и Канади током те ере и стотине су произвеле регионалне хитове. Пример су: „The Witch“ такомских Соникса (1965), „Where You Gonna Go“ детроитске групе Анрелајтед сегментс (1967), „Girl I Got News for You“ мајамске групе Бирдвочерс (1966) и „1–2–5“ групе из Монтреала Хонтед. Упркос тога што је велики број група потписао уговоре са великим или регионалним продукцијским компанијама, већина њих није доживела комерцијални успех. Генерално се сматра да је гаражни рок доживео свој комерцијални и уметнички врхунац око 1966. До 1968. овај стил је углавном нестао са националних листи и локалног нивоа, док су се аматерски музичари суочавали са факултетским образовањем, послом и регрутацијом. Нови стилови су еволуирали и заменили гаражни рок (укључујући блуз рок, прогресивни рок и кантри рок). У Детроиту је традиција гаражног рока преживела до раних 1970-их, са групама попут МЦ5 и Стуџес, које су користиле знатно агресивнији приступ форми. Те групе су почеле да се називају панк роком и данас се на њих често гледа као прото-панк или прото-хард рок.